# Saint-Denis-sur-Sarthon
Saint-Denis-sur-Sarthon ist eine französische Gemeinde mit 1.078 Einwohnern (Stand: 1. Januar 2022) im Département Orne in der Region Normandie. Saint-Denis-sur-Sarthon gehört zum Arrondissement Alençon und zum Kanton Damigny (bis 2015: Kanton Alençon-1). Die Gemeinde ist Teil des Gemeindeverbandes Communauté urbaine d’Alençon. 

## Geographie
Saint-Denis-sur-Sarthon liegt etwa zehn Kilometer westnordwestlich von Alençon. Die Gemeinde gehört zum Regionalen Naturpark Normandie-Maine. Umgeben wird Saint-Denis-sur-Sarthon von den Nachbargemeinden L’Orée-d’Écouves im Norden, Cuissai im Nordosten, Pacé im Osten, La Ferrière-Bochard im Süden, Ravigny im Südwesten, Gandelain im Westen und La Roche-Mabile im Nordwesten.
Durch die Gemeinde führt die Route nationale 12.

## Bevölkerungsentwicklung
| Jahr          | 1962 | 1968 | 1975 | 1982 | 1990 | 1999 | 2010 | 2015 | 2021 |
| ------------- | ---- | ---- | ---- | ---- | ---- | ---- | ---- | ---- | ---- |
| Einwohnerzahl | 958  | 967  | 957  | 1053 | 971  | 1062 | 1145 | 1097 | 1101 |

## Sehenswürdigkeiten
- Kirche Saint-Denis aus dem 13. Jahrhundert
- Schloss La Touche aus dem 18. Jahrhundert

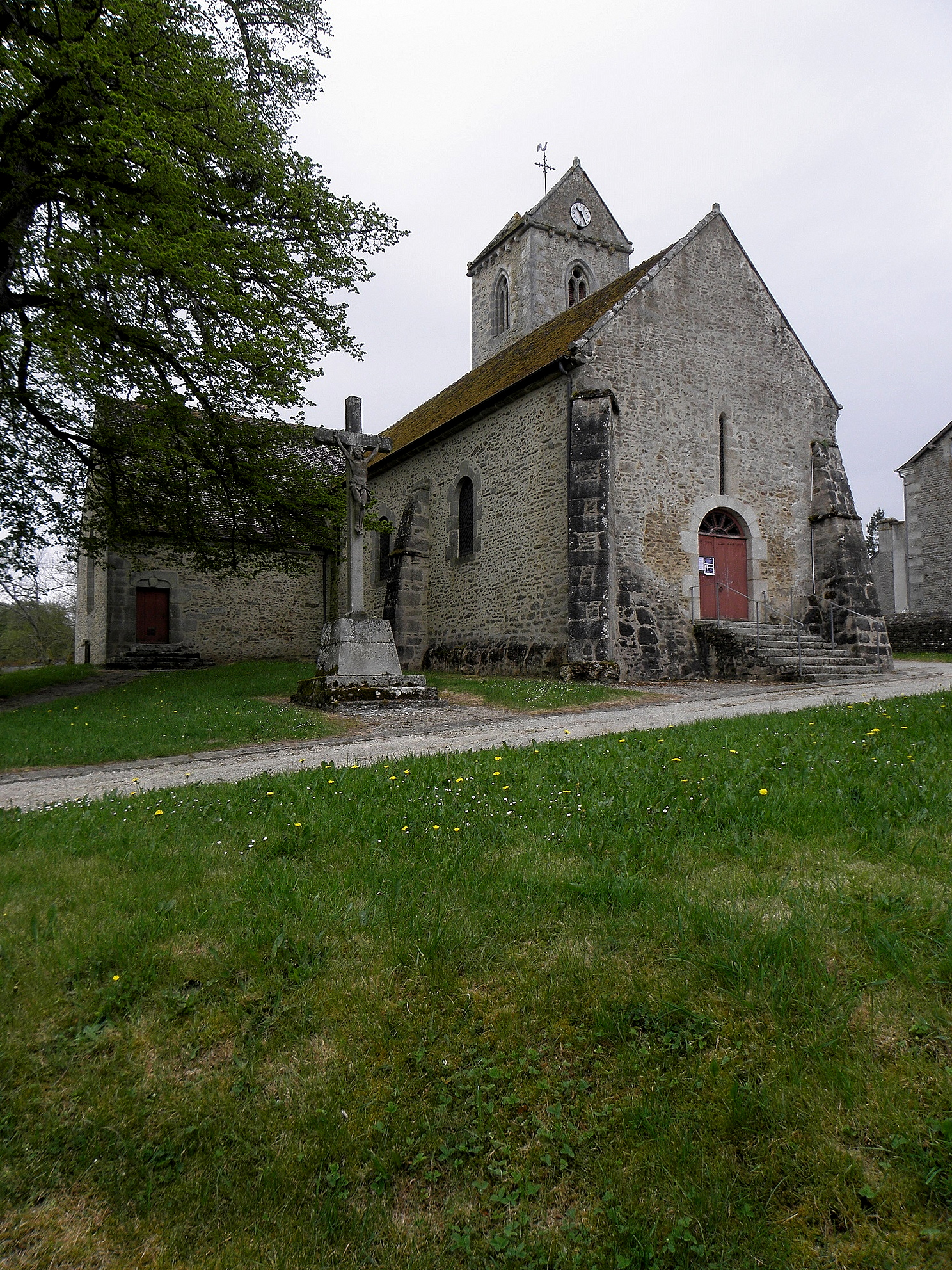
Kirche Saint-Denis

- Schloss Le Fault
- Schloss La Fayence